# Casa Boule

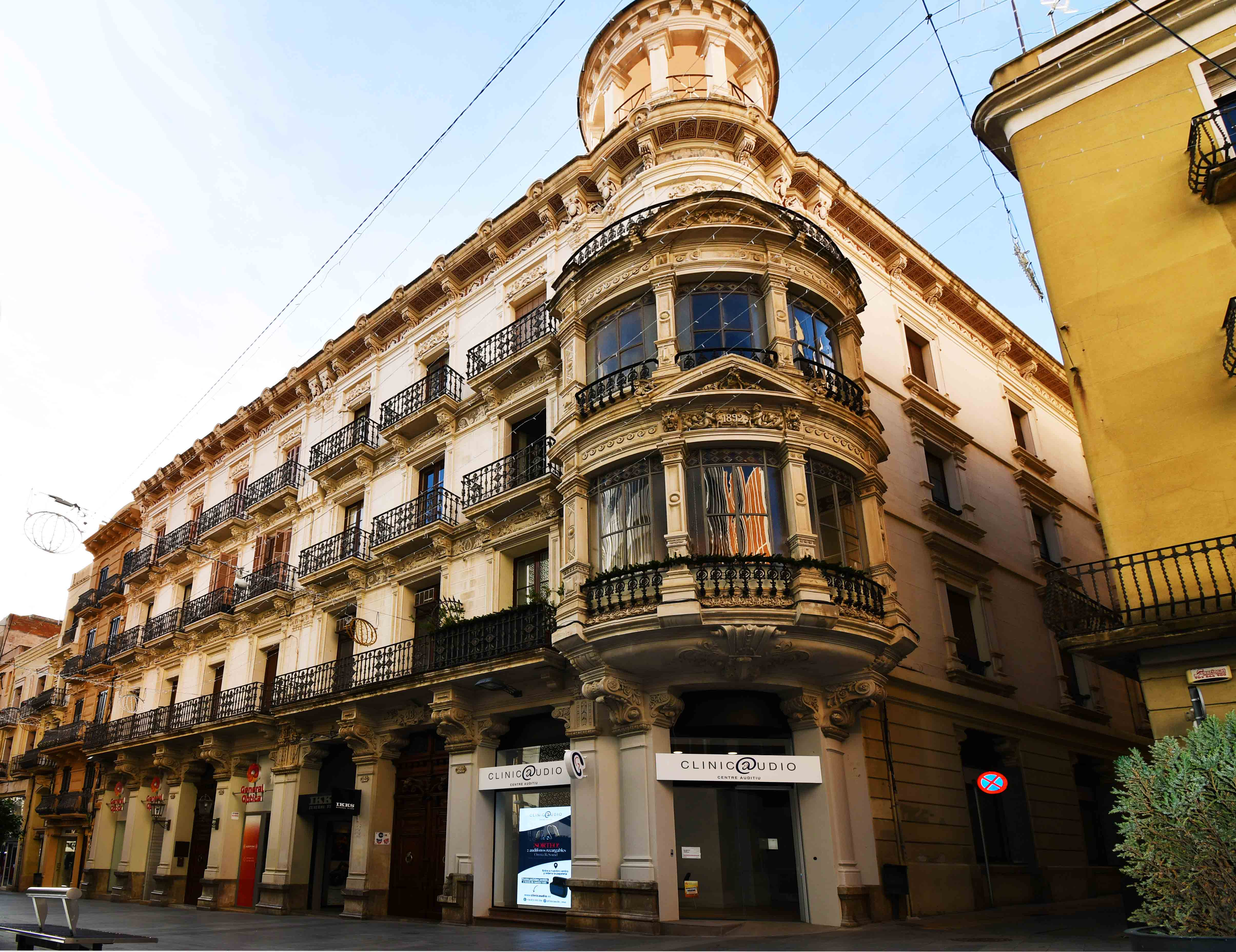
Cal Boule a l'actualitat

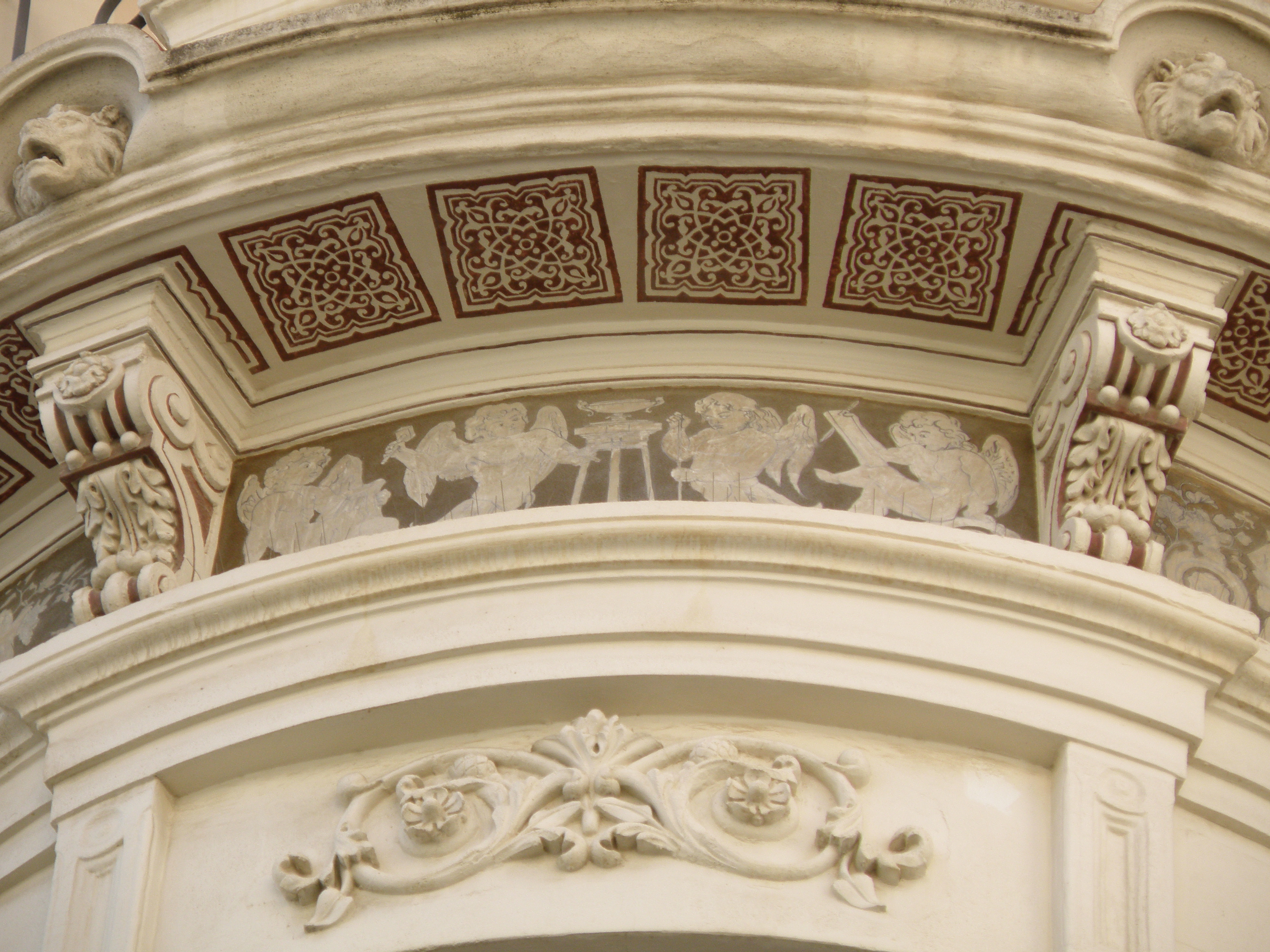
Detall

La Casa Boule, o Cal Guardiola-Boule és un edifici del municipi de Reus (Baix Camp) catalogat com a bé cultural d'interès local

## Descripció
És un edifici de planta baixa i tres pisos, formant cantonada, projectat per l'arquitecte reusenc Francesc Borràs Soler, que la dirigí des de Madrid on havia anat a viure. La façana, de concepció classicista, es desenvolupa a la planta baixa en forma de grans pòrtics, i en la resta de plantes amb tractament diferenciat de buits i balcons, que són correguts en la planta principal i individuals en les dues restants. És interessant la tribuna circular que organitza la cantonada i culmina en una mena de templet cilíndric coronat per un cimbori. En tota l'obra conviuen elements clàssics i una profusa ornamentació, no gaire comuna en les altres obres del mateix autor.
La planta baixa, té una considerable alçada, i es dedica a usos comercials. En destaquen les enormes mènsules esculpides, les dues portalades i els pilars de fosa de l'interior. El sòcol de pedra retallat per les portes destaca pel el recurs estilístic que usa per resoldre el pendent del carrer.

## Història
La casa va ser encarregada per Lluís Guardiola, casat amb Paula, una filla de Josep Boule, en uns terrenys que la família tenia al carrer de Llovera, que en aquell període era ja una de les vies principals de la ciutat. El 1905, el Club Velocipedista tenia el seu local social als baixos de la casa. Hi havia un gran magatzem per a guardar les 50 bicicletes que usaven els socis i en els seus locals es practicava la gimnàstica, l'esgrima, el billar i altres jocs de societat.
També hi va haver en una part dels baixos la Banca Vilella, que s'hi va instal·lar l'any 1950, fins que va desaparèixer l'any 1969, absorbida pel Banc de Biscaia.